# Южная Кузнечиха
Ю́жная Кузне́чиха — посёлок в Кыштымском городском округе Челябинской области России. Близ посёлка расположен остановочный пункт Тюбук Южно-Уральской железной дороги. 

## География

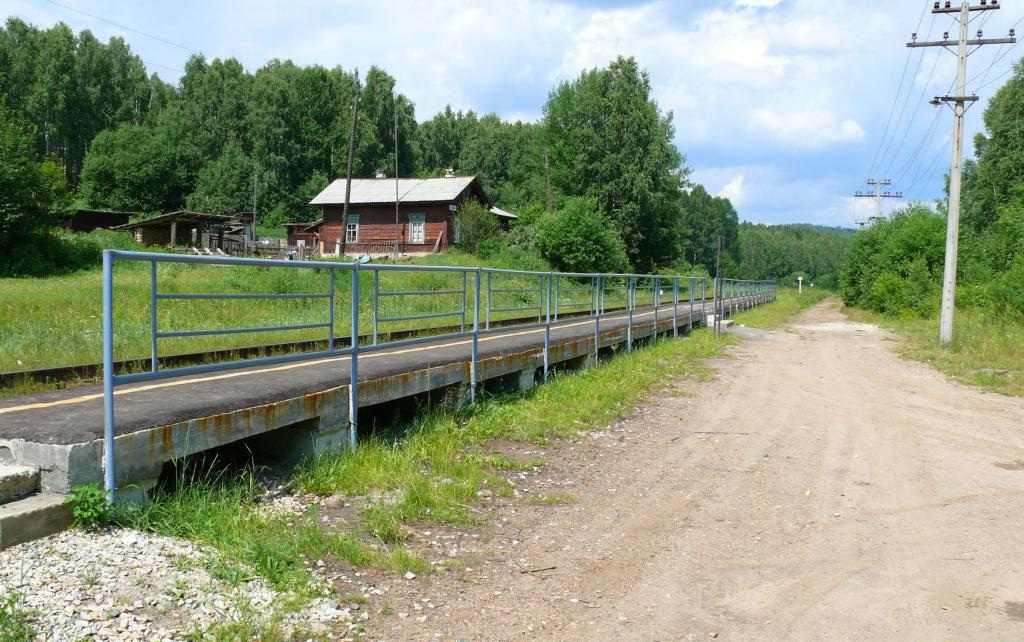
железнодорожная станция Тюбук

Через посёлок протекает три притока реки Егозы. Название Кузнечиха происходит от ручья, расположенного на въезде в поселок со стороны Кыштыма. Расстояние до центра городского округа города Кыштыма 16 км. Рядом с посёлкам расположены бывшие штольни по добычи баритовых руд. 

## История

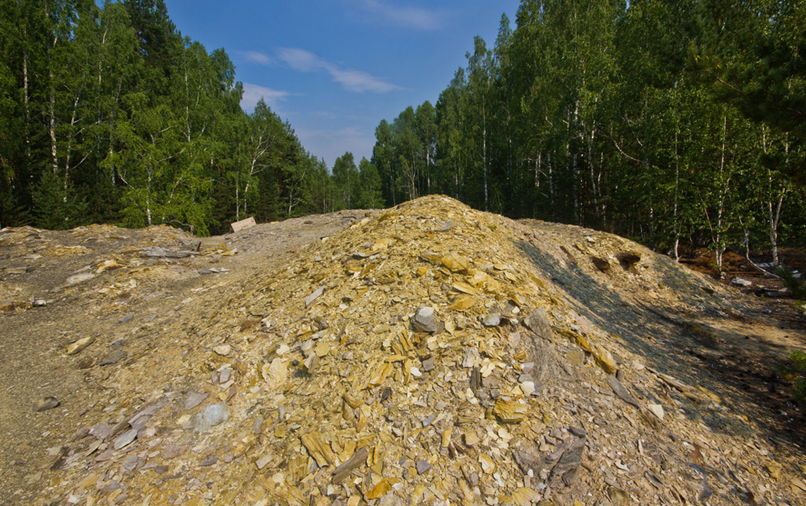
Баритовые руды рядом с посёлком

Основан в 1912-1915 годах при прокладке железной дороги. Первоначально посёлок относился к Кыштымской волости Пермской губернии. В 1932 г. в окрестностях поселка геологами были открыты залежи полиметаллических руд и баритов. Развернулось строительство рудников и небольших поселков. Кроме того, близ поселка размещался прииск треста «Миассзолото», а также велась заготовка древесины. После Великой Отечественной войны горное производство было закрыто. В 1946 г. были привезены пленные немцы, было создано поселение, построены бараки и землянки. В посёлке выстроили рабочую столовую и клуб, открылись пимокатная фабрика, пилорама, столярный цех, медная шахта, бильярдная. Добытую медь вывозили в Карабаш. Были организованы медпункт и библиотека, начальная школа, железнодорожный магазин, шахтёрская столовая. В 1954 г. начался период упадка, была закрыта медная шахта, клуб был перевезён в Северную Кузнечиху, а на его место поставили небольшой деревянный. К концу 1960 года почти всё было закрыто, а в 1976 г. была разобрана железнодорожная станция Тюбук. Образовалось садовое товарищество. 

## Население
| 2002 | 2010 |
| ---- | ---- |
| 35   | ↗47  |

По данным переписи, в 1926 г. посёлок состоял из 10 дворов. Через 6 лет в Южной Кузнечихе насчитывалось 75 дворов. 
По данным Всероссийской переписи, в 2010 году численность населения посёлка составляла 47 человек (19 мужчин и 28 женщин).

## Достопримечательности
Рядом с посёлком находятся заброшенные залежи барита. 

Месторождение барита было открыто в 1914 году в ходе разведки медной руды. Организовали добычу в 1921 году. Однако добываемый в барит не обладал достаточным качеством и его добыча была прекращена. 

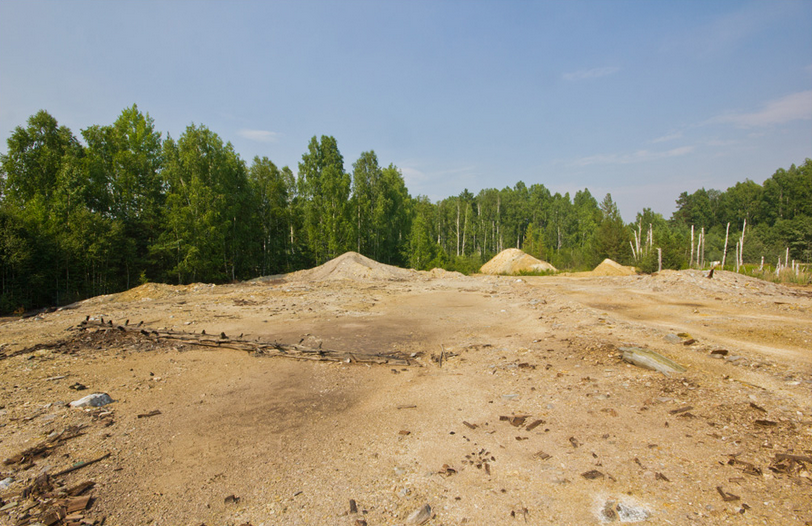
Остатки баритовых рудников в посёлке Южная Кузнечиха

## Транспорт
Расположен остановочный пункт Тюбук. Есть автобусная остановка. Через посёлок проходит автомобильная дорога регионального значения - 75К-017 Кыштым — Южная Кузнечиха — Маук. 

## Уличная сеть
Уличная сеть посёлка состоит из 7 улиц.

## См.также
- Северный